# Proasellus strouhali
Proasellus strouhali là một loài chân đều trong họ Asellidae. Loài này được Karaman miêu tả khoa học năm 1955.